# I’m Not Human
«I’m Not Human» (с англ. — «Я не человек») — песня американских рэперов XXXTentacion и Lil Uzi Vert. Сингл посмертно вышел на 25-летие первого исполнителя 23 января 2023 года на лейблах Bad Vibes Forever и Columbia. Изменённую версию песни перевыпустили 18 июня того же года в пятую годовщину со дня смерти XXXTentacion.

## Предыстория
Джон Каннингем, соавтор многих песен XXXTentacion, сказал, что куплет покойного рэпера был записан в комнате исполнителя. Когда Каннингем впервые сыграл гитарную партию трека, они оба переглянулись и улыбнулись, понимая, что «она особенная». Дуэт сделал демозапись. Несколько раз вокал пытались перезаписать на студии, однако XXXTentacion всегда предпочитал оригинальную версию. В конце 2018 года, до выхода первого посмертного альбома Skins, команда погибшего предложила Lil Uzi Vert записать куплет для песни. Рэпер приехал во Флориду, где прослушал новую пластинку вместе с матерью XXXTentacion и Каннингемом. Они решили, что тогда был неподходящий момент для выпуска «I’m Not Human», и было решено подождать. Куплет Lil Uzi Vert был записан в конце 2022 года.
22 января 2023 года представитель XXXTentacion объявил в своих социальных сетях, что посмертный сингл «I’m Not Human» при участии Lil Uzi Vert выйдет на следующий день, 23 января 2023 года, в день 25-летия рэпера.
Раннее рэперы публично выражали взаимную симпатию друг к другу. После убийства XXXTentacion 18 июня 2018 года Lil Uzi Vert планировал открыть фонд помощи семьям жертв насилия с применением огнестрельного оружия. Он также присутствовал на похоронах. В 2021 году Lil Uzi Vert объяснил, почему никогда не работал над посмертным материалом с XXXTentacion, он заявил:

«Он [X] позвонил мне однажды, когда был в тюрьме, я был в турне с The Weeknd — он позвонил мне и зачитал для меня песню, которую так никогда и не записал, она была действительно хорошей. Я бы хотел записать песню с [X], но я действительно странный в таких вещах. Не поймите меня неправильно, мне потребовалось очень много времени, чтобы сделать это с другим артистом. Это действительно так, потому что я понимаю, что его нет в живых. А что, если он себе представлял это [песню] совсем не так? Особенно если он правда мне симпатизировал. Я бы разозлился, если бы всё вышло неверно, а меня тут нет. Но знаете, если получится, то получится».— Lil Uzi Vert
Lil Uzi Vert заявил в 2022 году, что пока XXXTentacion был жив, он видел в нём своего «единственного конкурента».
24 января 2023 года песня была удалена со всех платформ, поскольку команда покойного рэпера не получила разрешение на интерполяцию куплета сингла «Snuff» метал-группы Slipknot. Пять месяцев спустя, 15 июня 2023 года, урезанная версия «I’m Not Human» вышла на всех потоковых платформах в пятую годовщину со дня смерти XXXTentacion.

## Содержание песни
Записанная в дуэте с Джоном Каннингемом, «I’m Not Human» представляет собой минималистичный гитарный трек о чувстве эмоциональной разобщенности. На акустическом инструментале оба исполнителя поют о своих сентиментальных эмоциях и о том, что их чувства непонятны другими. В первом куплете (вырезан в переиздании) XXXTentacion предлагает взять на себя часть бремени своего партнёра. В припеве рэпер чувствует себя настолько опустошённым, что заявляет о том, что не является человеком. На втором куплете Lil Uzi Vert пытается найти своё место, а на третьем — заявляет об усталости быть тем, кому можно выплеснуть боль мира.

## Творческая группа
По данным Genius.
- XXXTentacion — исполнитель, автор песни
- Lil Uzi Vert — исполнитель, автор песни
- Джон Каннингем — автор песни, продюсер